# Academia Norueguesa de Literatura e Ciências

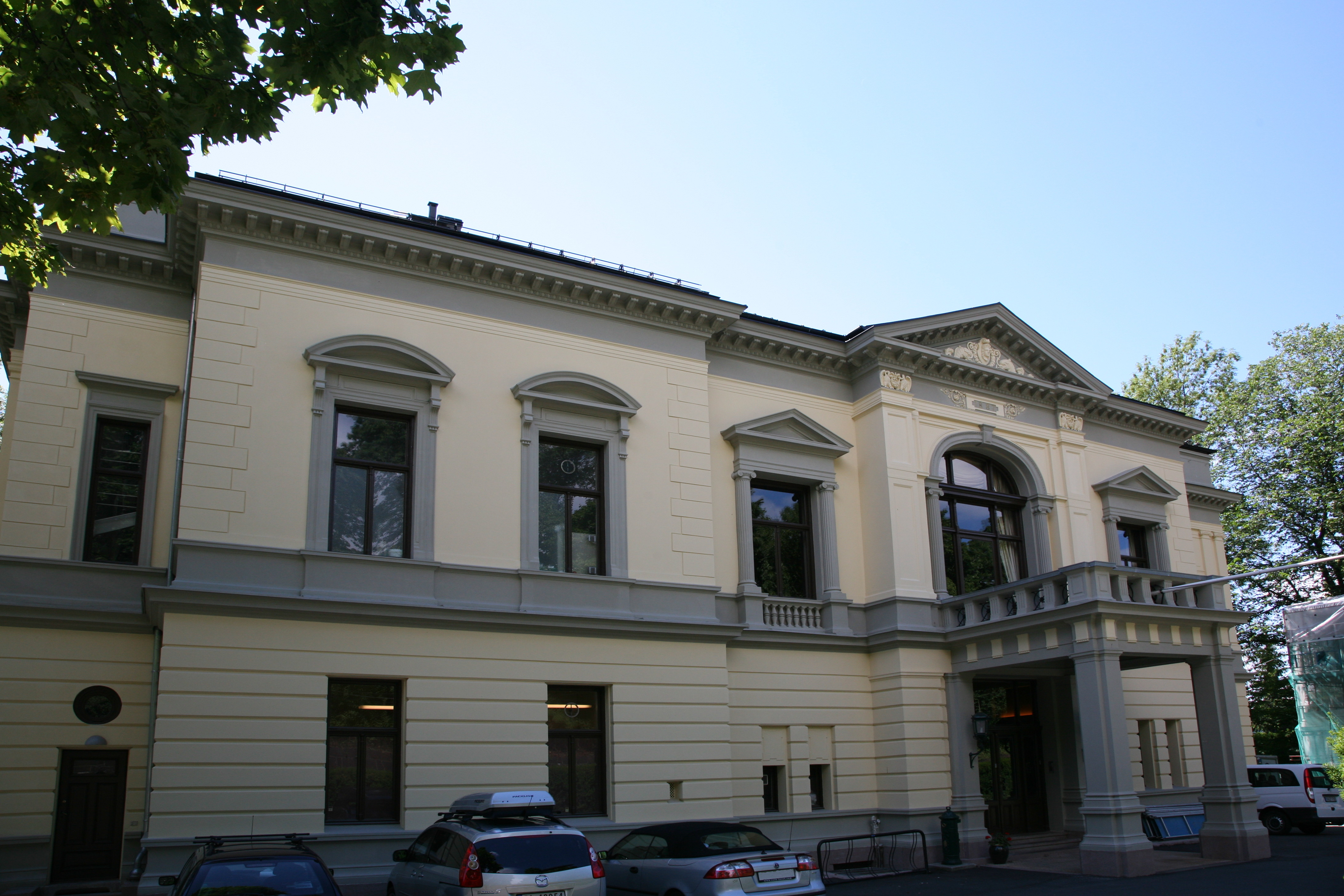
Edifício da Academia Norueguesa de Literatura e Ciências em Drammensveien

A Academia Norueguesa de Literatura e Ciências (em norueguês: Det Norske Videnskaps-Akademi) é uma sociedade científica localizada em Oslo, Noruega.
A ideia de criar uma sociedade científica surgiu em Christiania no ano de 1841, mas por falta de dinheiro, o projeto não pode avançar. Alguns anos depois, surgiu uma fonte de ajuda financeira: o professor de Medicina Frants C. Faye. A Academia foi fundada e inaugurada em 3 de maio de 1857, com a designação Videnskabsselskabet i Christiania. Mais tarde, o termo "Christiania" foi alterado para "Kristiania". O nome Det Norske Videnskaps-Akademi i Kristiania foi adaptado no início do século XX, e a partir de 1924 a designação "i Kristiania" foi retirada.

## História
A Universidade Real de Frederico, em Christiania, foi fundada em 1811. A ideia de uma sociedade erudita em Christiania surgiu pela primeira vez em 1841. A cidade de Trondhjem não tinha universidade, mas tinha uma sociedade erudita, a Real Sociedade Norueguesa de Ciências e Letras, estabelecida em 1760. O objetivo de uma sociedade erudita em Christiania era apoiar estudos científicos e auxiliar a publicação de artigos acadêmicos. A ideia da universidade inspirada em Humboldt, onde a pesquisa independente se mantinha forte, havia tomado conta da visão instrumental de uma universidade como um meio de produzir funcionários públicos. A cidade já tinha sociedades para profissões específicas, por exemplo, a Sociedade Médica Norueguesa, que foi fundada em 1833. No entanto, essas sociedades estavam abertas tanto para acadêmicos dentro da medicina quanto para médicos fora da academia. A sociedade erudita estaria aberta apenas a acadêmicos empregados, mas de todos os ramos acadêmicos.
A ideia não veio para ficar em 1841. O dinheiro era um problema; também havia "dúvidas quanto à adequação dos poderes científicos".  No entanto, a cooperação interdisciplinar estava florescendo. O primeiro congresso científico na Noruega foi realizado em 1844. Duzentas pessoas das ciências naturais e da medicina se reuniram para o quarto encontro escandinavo de pesquisadores naturais. Finalmente, em 1857, uma fonte de recursos financeiros foi encontrada: o professor de medicina Frants C. Faye. A academia foi fundada e inaugurada em 3 de maio de 1857 sob o nome de Videnskabsselskabet i Christiania. "Christiania" foi mais tarde alterada para "Kristiania". O nome Det Norske Videnskaps-Akademi i Kristiania foi tomado no início do século XX, e a partir de 1924 "i Kristiania" foi abandonado, quando Oslo votou para devolver o nome ao seu nome original norueguês.
O apoio econômico do Estado foi mínimo durante seus primeiros cinquenta anos. Como tal, a academia levava uma existência humilde. No início do século XX, Waldemar Christofer Brøgger (mais tarde o primeiro reitor da universidade) sugeriu um plano para fortalecer a academia. Ele criou a Fundação Nansen, especificamente ligada à academia para fortalecer sua economia. O objetivo de Brøgger era empregar pesquisadores próprios para garantir a independência da universidade, mas isso nunca aconteceu.  O propósito da academia permaneceu para promover a ciência e a erudição em geral através de reuniões, seminários e apoio a pesquisas e publicações.  No entanto, a Fundação Nansen e outras fontes econômicas foram importantes. Eles ajudaram na criação de outros órgãos, como o Instituto de Pesquisa Comparada em Cultura Humana. As fundações perderam parte de sua importância após a Segunda Guerra Mundial. No entanto, uma fonte de financiamento inteiramente nova foi encontrada, como Otto Lous Mohr sugeriu usar o excedente de uma loteria estatal nacional. O estabelecimento da Norsk Tipping foi estabelecido em 1946, e ocorreu em 1947. A Academia Norueguesa de Ciências e Letras desejava administrar essa renda através de um conselho próprio, mas o governo da Noruega recusou e criou o conselho de pesquisa NAVF (Norges allmennvitenskapelige forskningsråd, o Conselho Norueguês de Pesquisa Geral). A academia poderia apenas sugerir representantes para este conselho. Desde então, os conselhos estaduais de pesquisa têm sido mais importantes do que a academia, economicamente. A NAVF e outros órgãos foram fundidos em 1993 para se tornar o Conselho de Pesquisa da Noruega.
 

O Conselho de Administração da Academia é eleito anualmente. A presidente da Academia para 2022 é a microbiologista Lise Øvreås.